# Tatort: Mordgedanken
Mordgedanken ist ein Fernsehfilm aus der Fernseh-Kriminalreihe Tatort der ARD und des ORF. Der Film wurde vom NDR produziert und am 6. Juli 1975 zum ersten Mal gesendet. Er ist die 53. Folge der Tatort-Reihe, der zweite mit Kommissar Brammer.

## Handlung
Auf Schrifttafeln wird zu Beginn des Filmes darauf verwiesen, dass sich dieser Fall tatsächlich so abgespielt habe, nur Namen und Orte seien verändert. 
Auf Güterwaggons in Niedersachsen, Bayern und Saarland werden französische Margarinekartons gefunden, die jeweils ein Körperteil einer Frau enthalten.
In Brüssel bereitet sich derweil die junge Daniele auf ihre Reise in das niedersächsische Rhüden vor, um dort ihre neue Bekanntschaft, den Fleischkonservenfabrikanten Edmund Freese, zu treffen. Ihren Eltern verschweigt sie dies und gibt an, ihre Freundin zu besuchen. Freese ist vor einem Jahr von seiner zweiten Frau Tina verlassen worden, die inzwischen in ihre Heimat Brasilien verreist ist.
Auf ihrem Weg trifft Daniele den Bundesbahnoberrat Sperling, der Interesse an ihr zeigt, jedoch einen Korb bekommt. Er reist ihr zwar bis Rhüden nach, aber gibt sein Vorhaben auf, als er Daniele mit Freese beobachtet. Freese scheint noch sehr durcheinander, da er das Scheitern seiner Ehe und den Tod seiner Schwester, die erst vor kurzem gestorben ist, noch nicht verkraftet hat. Auch sein Schwager, der Apotheker Georgie, ist beinahe einem Nervenzusammenbruch nahe und muss immer wieder von seiner Tochter Ricki medikamentös beruhigt werden. Diese wiederum hat mit dem älteren Anwalt Dr. Kenzie eine Beziehung begonnen, gegen die ihre Mutter energisch angekämpft hatte.
Brammer, der den Fall der sichergestellten Kartons verfolgt, holt sich Hilfe von der Bundesbahn. Zufällig wird Brammer Bundesbahnoberrat Sperling zur Unterstützung unterstellt. Beide lokalisieren den Ort Rhüden als den Ort, durch den alle Züge fuhren und an dem sie eine Brücke als den wahrscheinlichen Ort ausmachen, von dem die Pakete auf die Waggons geworfen wurden. Und tatsächlich beobachten sie einen Mann, der im Dunkeln einen weiteren Karton abwirft. Ehe sie ihn stellen können, flieht er mit seinem Wagen. Sperling ist sich sicher, dass es der gleiche Wagen war, mit dem Freese neulich Daniele abgeholt hatte. Sie recherchieren über Freese vor Ort in Rhüden, was einen Tatverdacht gegen den Fleischkonservenfabrikanten immer mehr erhärtet. In der Zwischenzeit sind sich Freese und Daniele näher gekommen, doch wird das junge Glück durch Freeses Sekretärin Ida gestört. Sie hat sich in ihn verliebt und vor zehn Jahren mit seiner Hilfe einen Meineid geleistet, um dessen erste Ehefrau aufgrund eines Ehebruchs zur Scheidung zu zwingen.
Brammer gibt sich Freese gegenüber als Versicherungsagent aus, um seine Fabrik zu inspizieren. Er überrascht Freese dabei, wie er Margarinekartons der gleichen Marke wie die mit den Leichenteilen in einem kleinen Ofen verbrennt. Brammer gibt sich zu erkennen und nimmt Freese fest. Der Kommissar ist sich sicher, dass Freeses Frau nicht in Brasilien weilt, sondern von ihm umgebracht und zerteilt wurde. Freeses Sekretärin hat indessen ohne sein Wissen Daniele zur Abreise gezwungen. Da plötzlich Freeses Frau wieder auftaucht, glaubt Brammer, Freese habe Daniele umgebracht. Die wird jedoch lebend von Sperling an einem Bahnhof angetroffen. Brammer ist ratlos und fragt sich nun, wer die Tote ist.
Im Haus Freese, wo sich Edmund, dessen Frau Tina, Georgie, die Nichte Ricki und ihr Dr. Kenzie versammelt haben, bemerkt Brammer durch die Unruhe der Beteiligten, dass es sich bei der Toten um die Frau des Apothekers handeln muss. Georgie gerät in Panik und behauptet, seine Frau vergiftet zu haben. Doch Brammer gibt ihm zu verstehen, dass kein Gift in den Körperteilen gefunden wurde. Freese bricht daraufhin sein Schweigen und gibt zu, dass er sich den Plan ausgedacht hat, die Leiche seiner Schwester zu zerteilen, da sie beide annahmen, dass sie von der Tochter vergiftet worden sei, und so wollten sie eine spätere Exhumierung verhindern. Der nach Rhüden eilende Kriminalobermeister Henkel hat einen Haftbefehl für Freese, doch Brammer zerreißt ihn und meint zu ihm, dass es keinen Mord gegeben habe. Alfred Georgie und Edmund Freese werden jedoch später für die ungesetzliche Beseitigung einer Leiche verurteilt.